# Ałan (Buriacja)
Ałan (ros. Алан) – wieś (ułus) w Rosji, w Buriacji, w rejonie chorińskim. W 2021 liczyła 230 mieszkańców.